# 静岡市立服織小学校
静岡市立服織小学校（しずおかしりつ はとりしょうがっこう）は、静岡県静岡市葵区羽鳥六丁目にある公立小学校。

## 沿革
- 1874年8月6日 - 羽鳥地区竜津寺を仮校舎として「共励舎」を創立。
- 2019年4月
- 服織小学校に、児童クラブ完成
- 2019年10月服織小学校に空調設備設置工事完了

## 通学区域
葵区
| - 慈悲尾 - 千代 - 千代一丁目・二丁目 - 建穂 - 建穂一丁目・二丁目 | - 羽鳥 - 羽鳥一～七丁目 - 羽鳥大門町 - 羽鳥本町 - 山崎一丁目・二丁目 |

## アクセス
- しずてつジャストライン藁科線 ｢服織小学校入口｣停留所から、徒歩7分